# Plœuc-sur-Lié
Plœuc-sur-Lié is een plaats en voormalige gemeente in het Franse departement Côtes-d'Armor in de regio Bretagne. De plaats maakt deel uit van het arrondissement Saint-Brieuc.

## Geschiedenis
De gemeente maakte deel uit van het gelijknamige kanton totdat dit op 22 maart 2015 werd opgeheven en de gemeente werd opgenomen in het op die dag gevormde kanton Plaintel, net als de gemeente L'Hermitage-Lorge, waarmee Plœuc-sur-Lié op 1 januari 2016 fuseerde tot de commune nouvelle Plœuc-L'Hermitage.

## Geografie
De oppervlakte van Plœuc-sur-Lié bedraagt 44,4 km².
De onderstaande kaart toont de ligging van Plœuc-sur-Lié met de belangrijkste infrastructuur en aangrenzende gemeenten.

## Demografie
Onderstaande figuur toont het verloop van het inwonertal.